# Komboloi

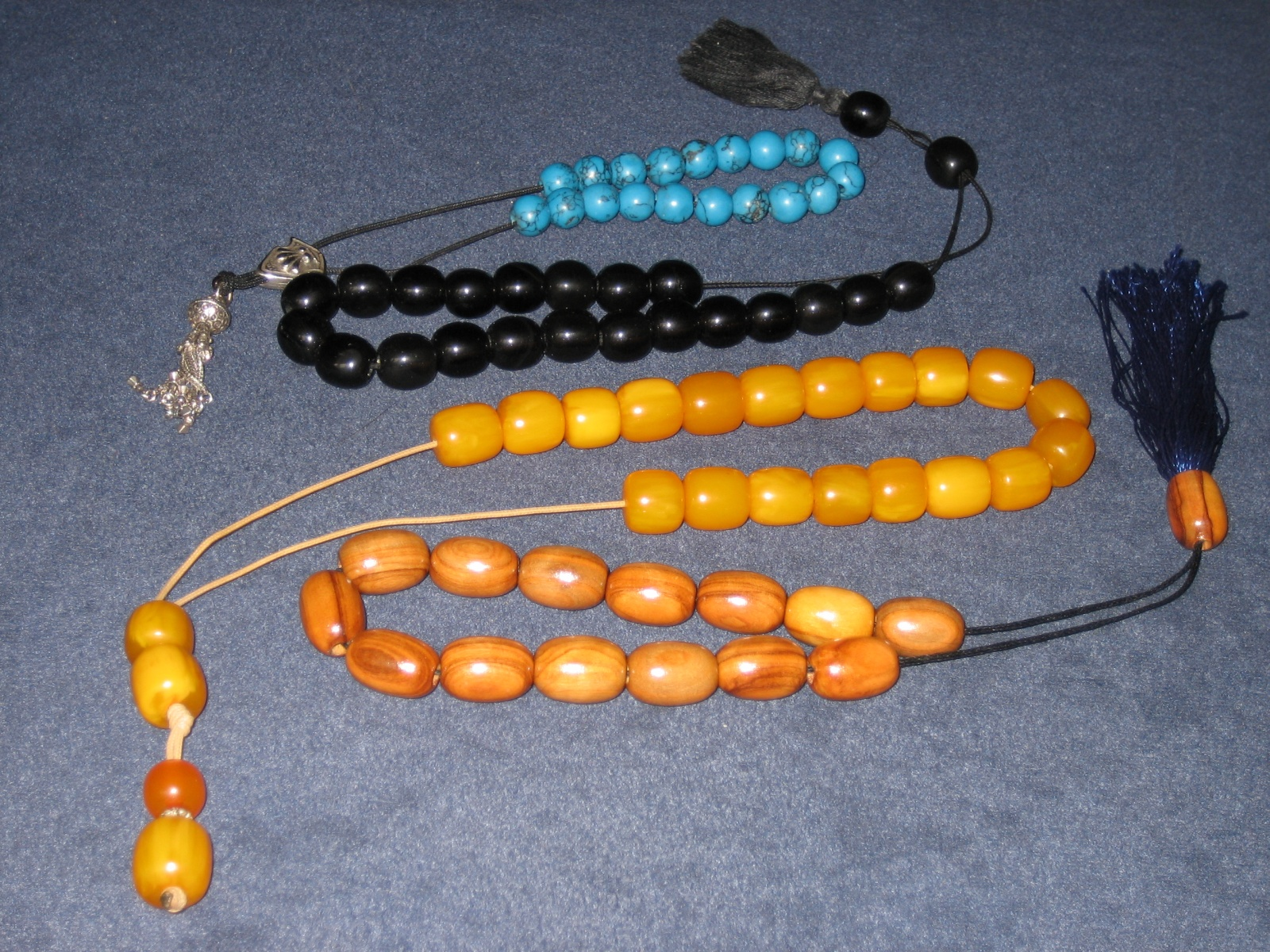
Vier Kombologia

Als Komboloi oder Koboloi (griechisch Κομπολόι [kɔ(m)bɔˈlɔi], Mehrzahl Κομπολόγια Ko(m)bologia zu κόμπος kombos „Knoten“) bezeichnet man in Griechenland kleine Kettchen aus Perlen, die auf Metallketten, Leder- oder Synthetikschnüren aufgereiht sind. Je nach Ausführung bestehen die Perlen aus Holz, Kunststoff, Metall, Glas oder Bernstein, aber auch aus Mineralien wie etwa Türkis.

## Bedeutung
Das Komboloi ist ein persönlicher Gegenstand der Herrenausstattung. Es dient als Fingerspiel, Zeitvertreib, gelegentlich auch als Meditationshilfe. Mitunter werden Exemplare auch als persönliche Glücksbringer betrachtet. Die Glücksymbolik leitet sich aus dem Knoten ab, durch den das Kettchen zusammengehalten wird: Dieser ist ein altes Glückssymbol.
Das Komboloi in Griechenland hat keinerlei religiöse Bedeutung mehr. Obwohl die Kombológia manchmal als „orthodoxe Rosenkränze“ apostrophiert werden, passt diese Bezeichnung besser auf die sogenannten Gebetsschnüre der Orthodoxen, griechisch Komboskini genannt. Diese enthalten aber keine Perlen, sondern sind einfache Schnüre mit einer entsprechenden Anzahl Knoten.

## Herkunft
Das Komboloi stammt ursprünglich aus Indien oder China (Mala); von dort gelangte es in die arabische Welt, wo es im Islam zum Gebetskettchen (Misbaha) wurde, bei denen jede der 99 Perlen für einen der 99 Namen Allahs steht. Es besteht die Legende, der heilige Dominikus habe es in die christliche Welt eingeführt, woraus sich später der Rosenkranz entwickelt habe; Papst Gregor XIII. führte 1573 das Fest des Rosenkranzes am ersten Sonntag im Oktober ein.

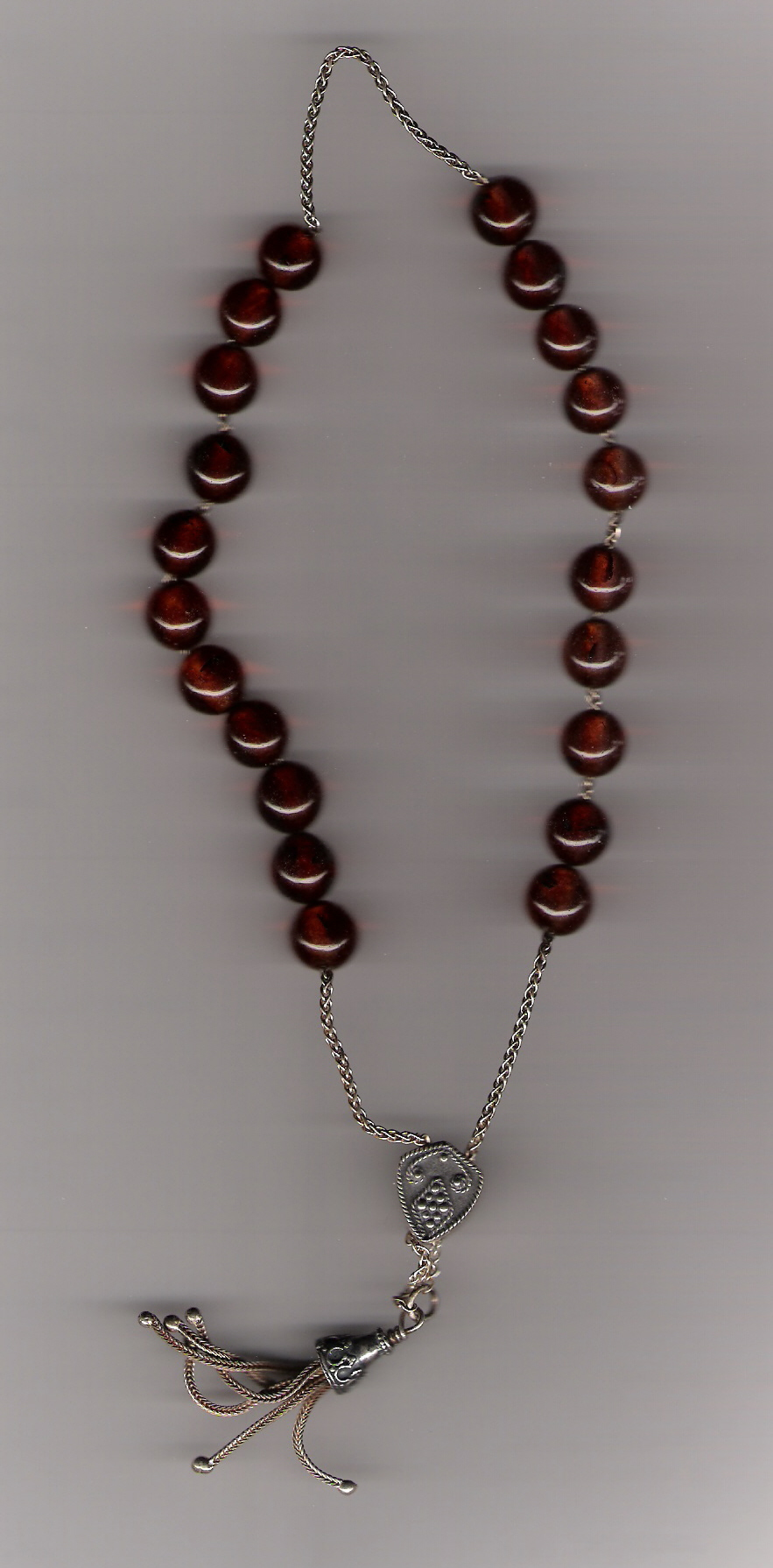
Bernstein-Kettchen

In Nafplio betreibt Aris Evangelinos ein kleines Komboloi-Museum, in dem Gebetsketten und ihre profanierten Formen aus den Traditionen der Hindus, Buddhisten, Muslime, Katholiken und natürlich auch der Griechen und sonstigen Orthodoxen gesammelt und ausgestellt werden.